# 스티브 잭슨 (미국의 게임 디자이너)
스티브 잭슨(1953년 ~ )은 미국의 게임 디자이너이다.

## 같이 보기
- 스티브 잭슨 게임스